# Wereldkampioenschap schaatsen allround vrouwen 1974
Het vijfendertigste Wereldkampioenschap schaatsen allround voor vrouwen werd op 23 en 24 februari 1974 verreden op Thialf in Heerenveen, Nederland.
Negenentwintig schaatssters uit dertien landen, Nederland (4), de DDR (1), Finland (1), Noorwegen (2), Polen (2), de Sovjet-Unie (4), West-Duitsland (2), Zweden (3), China (1), Japan (3), Canada (2), de Verenigde Staten (3) en voor het eerst België (1), namen eraan deel. Negen rijdsters debuteerden deze editie.
De Belgische Linda Rombouts was de eerste vertegenwoordigster van België op het WK Allround, ze klasseerde zich uiteindelijk als 26e, middels een 21e plaats op de 500 en een 26e plaats op de 1500m en 1000m.
Atje Keulen-Deelstra veroverde voor de vierde maal de wereldtitel, zij werd hiermee de tweede vrouw die vier wereldtitels wisten te winnen, Inga Artamonova (kampioene in '57, '58, '62 en '65) had deze prestatie eerder gerealiseerd.
De Sovjet-russinnen Tatjana Averina en Nina Statkevitsj werden tweede en derde.
Van de Nederlandse afvaardiging, bestaande uit debutante Truus de Koning-Dijkstra, Sijtje van der Lende, Sippie Tigchelaar en Atje Keulen-Deelstra, wisten allen de beide laatsten afstandsmedailles te veroveren, respectievelijk zilver (op de 1500m en 3000m) en driemaal goud (op de 1500m, 1000m en 3000m).
De Noorse Sigrid Sundby reed dit jaar haar elfde WK Allround. Zij was daarmee de derde vrouw die dit aantal bereikte, Eevi Huttunen in '60 en Christina Scherling in '67, waren haar hierin voor gegaan.
Ook dit kampioenschap werd over de kleine vierkamp,respectievelijk de 500m, 1500m,1000m, en 3000m, verreden.

## Afstand medailles
| Afstand | Goud ·               | Zilver ·          | Brons ·          |
| ------- | -------------------- | ----------------- | ---------------- |
| 500m    | Sheila Young         | Keiko Hasegawa    | Tatjana Averina  |
| 1500m   | Atje Keulen-Deelstra | Sippie Tigchelaar | Sheila Young     |
| 1000m   | Atje Keulen-Deelstra | Erwina Rys        | Tatjana Averina  |
| 3000m   | Atje Keulen-Deelstra | Sippie Tigchelaar | Nina Statkevitsj |

## Klassement
| Rang   | Schaatsster                    | Land                           | Punten  | 500m       | 1500m          | 1000m          | 3000m          |
| ------ | ------------------------------ | ------------------------------ | ------- | ---------- | -------------- | -------------- | -------------- |
| Goud   | Atje Keulen-Deelstra           | Nederland                      | 184,410 | 45,52 (5)  | 2.19,01 (1)    | 1.28,91 (1)    | 4.49,07 (1)    |
| Zilver | Tatjana Averina                | Sovjet-Unie                    | 186,869 | 45,11 (3)  | 2.22,13 (4)    | 1.30,22 (3)    | 4.54,63 (4)    |
| Brons  | Nina Statkevitsj               | Sovjet-Unie                    | 187,385 | 45,67 (6)  | 2.22,56 (5)    | 1.31,38 (6)    | 4.51,03 (3)    |
| 4      | Sheila Young                   | Verenigde Staten               | 188,045 | 44,44 (1)  | 2.21,52 (10)   | 1.30,43 (4)    | 5.07,30 (11)   |
| 5      | Erwina Rys                     | Polen                          | 188,703 | 45,69 (7)  | 2.24,10 (10)   | 1.30,01 (2)    | 4.59,85 (8)    |
| 6      | Sippie Tigchelaar              | Nederland                      | 189,642 | 48,10 (20) | 2.20,58 (2)    | 1.32,62 (10)   | 4.50,23 (2)    |
| 7      | Monika Pflug                   | West-Duitsland                 | 189,942 | 45,43 (4)  | 2.22,76 (6)    | 1.30,72 (5)    | 5.09,39 (14)   |
| 8      | Tatjana Sjelechova-Rastopsjina | Sovjet-Unie                    | 190,520 | 46,02 (9)  | 2.24,78 (13)   | 1.32,46 (9)    | 5.00,06 (9)    |
| 9      | Sijtje van der Lende           | Nederland                      | 191,191 | 47,03 (12) | 2.24,07 (9)    | 1.33,19 (14)   | 4.57,26 (6)    |
| 10     | Galina Stepanskaja             | Sovjet-Unie                    | 191,375 | 47,19 (13) | 2.24,59 (12)   | 1.32,99 (11)   | 4.56,96 (5)    |
| 11     | Sylvia Burka                   | Canada                         | 192,525 | 46,39 (10) | 2.25,51 (14)   | 1.31,41 (7)    | 5.11,56 (15)   |
| 12     | Truus de Koning-Dijkstra       | Nederland                      | 193,308 | 47,78 (18) | 2.23,76 (8)    | 1.33,29 (15)   | 5.05,78 (10)   |
| 13     | Mariko Sugawara                | Japan                          | 193,310 | 48,76 (24) | 2.24,25 (11)   | 1.33,12 (12)   | 4.59,44 (7)    |
| 14     | Connie Carpenter               | Verenigde Staten               | 194,103 | 47,96 (19) | 2.26,13 (16)   | 1.32,04 (8)    | 5.08,48 (13)   |
| 15     | Ewa Malewicka                  | Polen                          | 199,647 | 50,53 (29) | 2.26,04 (15)   | 1.34,04 (17)   | 5.20,50 (16)   |
| 16     | Monika Zernicek                | Duitse Democratische Republiek | 199,752 | 48,64 (22) | 2.23,51 (7)    | 1.44,03 * (29) | 5.07,56 * (12) |
| NC17   | Leah Poulos                    | Verenigde Staten               | 141,178 | 45,76 (8)  | 2.26,53 (17)   | 1.33,15 (13)   | -              |
| NC18   | Keiko Hasegawa                 | Japan                          | 141,525 | 45,02 (2)  | 2.28,02 (21)   | 1.34,33 (18)   | -              |
| NC19   | Gayle Gordon                   | Canada                         | 143,153 | 46,68 (11) | 2.27,43 (18)   | 1.34,66 (21)   | -              |
| NC20   | Lisbeth Berg                   | Noorwegen                      | 143,545 | 47,38 (17) | 2.27,48 (19)   | 1.34,01 (16)   | -              |
| NC21   | Sigrid Sundby                  | Noorwegen                      | 143,810 | 47,30 (16) | 2.27,81 (20)   | 1.34,48 (19)   | -              |
| NC22   | Ann-Sofie Järnström            | Zweden                         | 144,895 | 47,25 (14) | 2.31,20 (25)   | 1.34,49 (20)   | -              |
| NC23   | Chieko Ito                     | Japan                          | 146,667 | 48,74 (23) | 2.31,19 (24)   | 1.35,06 (23)   | -              |
| NC24   | Shan Xuxian                    | China                          | 146,950 | 49,32 (25) | 2.28,86 (22)   | 1.36,02 (24)   | -              |
| NC25   | Tuula Vilkas                   | Finland                        | 147,408 | 49,72 (27) | 2.30,70 (23)   | 1.34,91 (22)   | -              |
| NC26   | Linda Rombouts                 | België                         | 147,467 | 48,51 (21) | 2.31,34 (26)   | 1.37,02 (26)   | -              |
| NC27   | Monika Stützle                 | West-Duitsland                 | 148,808 | 49,77 (28) | 2.32,41 (27)   | 1.36,47 (25)   | -              |
| NC28   | Sylvia Filipsson               | Zweden                         | 150,797 | 49,49 (26) | 2.36,89 (28)   | 1.38,02 (28)   | -              |
| NC29   | Lena Tillqvist                 | Zweden                         | 151,705 | 47,25 (14) | 2.47,73 * (29) | 1.37,09 (27)   |                |

* = met val
NC = niet gekwalificeerd
NF = niet gefinisht
NS = niet gestart
DQ = gediskwalificeerd
Vet gezet = kampioenschapsrecord